# Podkmen
Podkmen (subphylum) je taxonomická kategorie mezi kmenem a třídou (nebo supertřídou). U rostlin je obdobným termínem pododdělení. Příkladem jsou podkmeny členovců, například korýši.